# Kaguya-sama: Love is War (film)
Pour plus de détails, voir Fiche technique et Distribution.
Kaguya-sama: Love is War (かぐや様は告らせたい ～天才たちの恋愛頭脳戦～, Kaguya-sama wa kokurasetai: Tensai-tachi no renai zunōsen) est une comédie dramatique japonaise réalisée par Hayato Kawai (ja) et sortie le 6 septembre 2019 au Japon. Il s'agit d'une adaptation du manga éponyme d'Aka Akasaka (publié depuis 2015).
Il raconte l'histoire de deux étudiants qui s'aiment mais ne l'avouent pas et de leurs nombreux stratagèmes pour faire avouer l'autre en premier.
Il arrive premier du box-office japonais de 2019 lors de son premier weekend d'exploitation.

## Synopsis
Le président et la vice-présidente du conseil des étudiants, Miyuki Shirogane (Shō Hirano (en)) et Kaguya Shinomiya (Kanna Hashimoto), ont l'air du couple parfait. Kaguya est la fille d'une riche famille du monde des affaires, et Miyuki est le meilleur étudiant de l'école et célèbre dans toute la préfecture. Bien qu'ils s'aiment, ils sont trop fiers pour avouer leur amour car ils pensent que celui qui le fera en premier perdra.

## Fiche technique
- Titre original : かぐや様は告らせたい ～天才たちの恋愛頭脳戦～ (Kaguya-sama wa kokurasetai: Tensai-tachi no renai zunōsen?)
- Titre international : Kaguya-sama: Love is War
- Réalisation : Hayato Kawai (ja)
- Scénario : Yūichi Tokunaga (ja)
- Musique : Kōji Endō
- Société de production : Twins Japan, Asmik Ace Entertainment et Tōhō
- Société de distribution : Tōhō
- Pays d’origine :  Japon
- Langue originale : japonais
- Format : couleur
- Genre : comédie dramatique
- Durée : 113 minutes
- Date de sortie :
  -  Japon : 6 septembre 2019

## Distribution
- Shō Hirano (ja) : Miyuki Shirogane
- Kanna Hashimoto : Kaguya Shinomiya
- Hayato Sano (ja) : Yū Ishigami
- Nana Asakawa : Chika Fujiwara
- Mayu Hotta (ja) : Ai Hayasaka
- Natsumi Ikema (ja) : Nagisa Kashiwagi
- Yūtarō (ja) : Tsubasa
- Masahiro Takashima (ja) : le père des Shirogane
- Jirō Satō (ja) : Shōzō Tanuma (narrateur)
- Aoi Koga : Employée de cinéma[2]

## Box-office
Projeté sur 291 écrans, le film a vendu 255 000 billets pour rapporté 315 millions de yens (environ 2,6 millions d'euros) au cours de son premier weekend d'exploitation, le plaçant en tête du box-office japonais de la semaine.
Pour son deuxième weekend, le long-métrage est à la deuxième place du box-office avec 202 000 billets écoulés, rapportant 241 997 600 yens (environ 2 millions d'euros).